# Michael Noonan
Michael Noonan, irl. Micheál Ó Nuanáin (ur. 21 maja 1943 w Loughill w hrabstwie Limerick) – irlandzki polityk i nauczyciel, w latach 2001–2002 lider Fine Gael, długoletni Teachta Dála, minister w kilku rządach.

## Życiorys
Ukończył szkołę średnią w Glin, następnie studium nauczycielskie w St Patrick’s College w Drumcondra. Kształcił się również na University College Dublin. Zawodowo pracował jako nauczyciel. Zaangażował się w działalność polityczną w ramach Fine Gael. W latach 1974–1981 i 1991–1994 zasiadał z jej ramienia w radzie hrabstwa Limerick.
W 1981 po raz pierwszy został wybrany do Dáil Éireann. Z powodzeniem ubiegał się o reelekcję w obu wyborach w 1982, następnie w 1987, 1989, 1992, 1997, 2002, 2007, 2011 i 2016, sprawując mandat Teachta Dála w niższej izbie irlandzkiego parlamentu 22., 23., 24., 25., 26., 27., 28., 29., 30., 31. i 32. kadencji. W okresach rządów swojego ugrupowania obejmował różne funkcje ministerialne. Był ministrem sprawiedliwości (od grudnia 1982 do lutego 1986), ministrem przemysłu i handlu (od lutego 1986 do marca 1987), ministrem energii (od stycznia do marca 1987), ministrem stanu w departamencie spraw morskich (od lipca 1989 do lutego 1992) oraz ministrem zdrowia (od grudnia 1994 do czerwca 1997).
W lutym 2001 został nowym liderem Fine Gael. Zrezygnował w marcu 2002 po porażce swojego ugrupowania w wyborach parlamentarnych. Pozostał członkiem parlamentu, a w marcu 2011 objął urząd ministra finansów w gabinecie Endy Kenny’ego. W maju 2016 w drugim rządzie dotychczasowego premiera pozostał na stanowisku ministra finansów. Zakończył urzędowanie wraz z całym gabinetem w czerwcu 2017.